# Nullum crimen, nulla poena sine praevia lege poenali

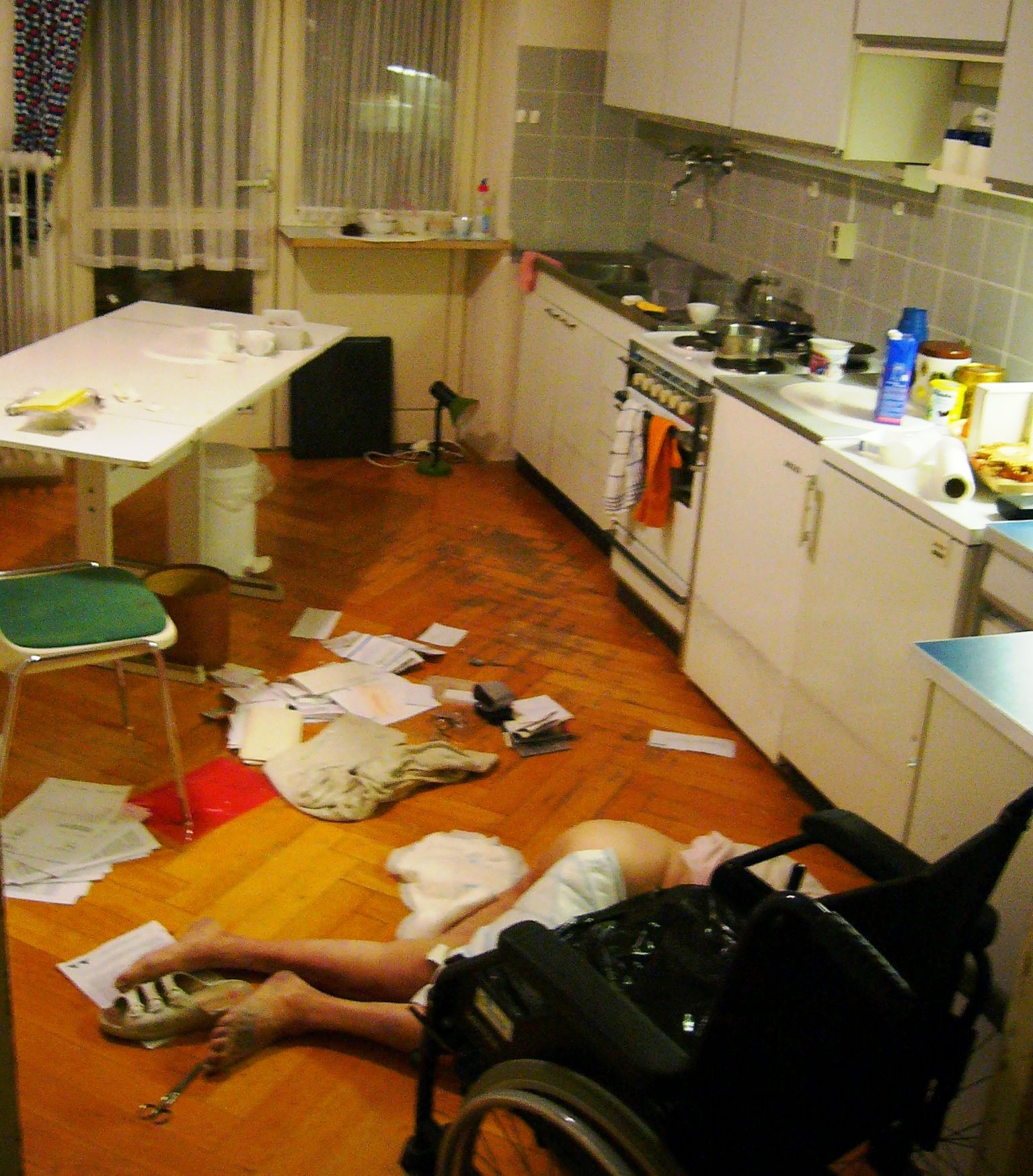
Một hiện trường vụ án

Nullum crimen, nulla poena sine praevia lege poenali (tiếng La tinh, nghĩa đen là Không là tội phạm (có thể đã được thực hiện), không có hình phạt (có thể được áp đặt) mà không có (được quy định bởi) luật hình sự trước đó) là châm ngôn cơ bản trong ý tưởng pháp lý của châu Âu lục địa. Trong các tài liệu pháp lý của Việt Nam, nó được hiểu như là nguyên tắc bất hồi tố hay nguyên tắc không hồi tố.

## Lịch sử
Theo Glanville Williams , nguyên tắc này lần đầu tiên được viết ra trong điều 8 của Tuyên ngôn Nhân quyền Pháp năm 1789, và tái xuất hiện trong Hiến pháp Pháp năm 1791, và được duy trì trong Luật hình sự Pháp (Code Pénal). Nó trở thành một phần của luật Bavaria năm 1813, khi Feuerbach sáng tạo ra câu châm ngôn tiếng Latinh nullum crimen sine lege, nulla poena sine lege (không là tội phạm mà không có luật, không có hình phạt mà không có luật). Nó được đưa vào Luật hình sự Đức năm 1871 và được bảo đảm bởi Hiến pháp Weimar.
Một điều rõ ràng là nguyên lý này được chấp nhận rộng rãi tại châu Âu vào cuối thế kỷ 19. Châm ngôn này nói rằng không thể coi là tội phạm, và cũng không có hình phạt được đưa ra, mà không có sự vi phạm luật hình sự đang có vào thời điểm đó. Một kết quả khác của nguyên lý này là chỉ có những hình phạt nào đã được quy định cho hành vi phạm tội vào thời điểm nó được thực hiện mới có thể được áp đặt.
Vì vậy, không chỉ sự tồn tại của tội phạm phụ thuộc vào việc các điều khoản của luật hình sự trước đó có quy định nó là hành vi tội phạm (nullum crimen sine praevia lege: không là tội phạm mà không có luật trước đó) hay không mà còn cả hình phạt cụ thể có thể được áp đặt trong một vụ việc cụ thể, nó cũng là cần thiết rằng pháp luật hình sự đang có hiệu lực vào thời điểm tội phạm được thực hiện coi hình phạt được áp đặt như là một trong các trừng phạt có thể đối với tội phạm đó (nulla poena sine praevia lege: không có hình phạt mà không có luật trước đó).
Nguyên tắc pháp lý cơ bản này đã được kết hợp lại trong luật hình sự quốc tế. Vì thế nó ngăn cấm sự tạo ra của cái gọi là ex post facto (luật hồi tố) nhằm đặt bị cáo vào tình thế bất lợi.
Kể từ tòa án Nürnberg, luật hình sự được thảo ra để bao gồm cả các ngăn cấm của luật hình sự quốc tế, bổ sung thêm cho các ngăn cấm của luật trong nước. Vì thế việc khởi tố đã trở thành có thể đối với các cá nhân, như các tội phạm chiến tranh của chủ nghĩa quốc xã hay các quan chức của Cộng hòa Dân chủ Đức phải chịu trách nhiệm về bức tường Berlin, mặc dù hành vi của họ có thể là được pháp luật nước đó cho phép hay thậm chí là buộc phải làm như vậy. Ngoài ra, khi xem xét các vụ việc như vậy, các tòa án sẽ có xu hướng để ý tới ngữ nghĩa mặt chữ (nghĩa đen) của luật vào thời điểm đó, thậm chí kể cả trong các chế độ mà luật, như đã được viết ra, nói chung bị chính các tác giả của nó coi nhẹ trong thực tế.
Tuy nhiên, một số học giả pháp lý phê phán điều này, do nói chung, trong các hệ thống pháp lý của châu Âu lục địa, nơi mà châm ngôn này lần đầu tiên được phát triển, "luật hình sự" được thảo ra với tính chất là luật hình sự pháp điển hóa (luật định sẵn), sao cho nó tạo ra sự đảm bảo cho mỗi cá nhân, khi lưu ý tới các quyền nền tảng, để người đó không thể bị khởi tố vì hành động/không hành động mà điều đó không bị coi là tội phạm, phù hợp với các đạo luật đã được các nhà lập pháp thông qua và có hiệu lực vào thời điểm có hành động (hay không hành động), và chỉ những hình phạt nào đã quy định khi vi phạm diễn ra mới có thể được áp dụng. Ngoài ra, thậm chí nếu một người nào đó cho rằng một hay nhiều hành vi cụ thể là bị cấm theo các nguyên tắc chung của luật quốc tế, thì các phê phán cũng chỉ ra rằng cấm đoán trong nguyên tắc chung không có nghĩa là nó có đủ các yếu tố tạo ra cấu thành tội phạm, và rằng các quy tắc của luật quốc tế không quy định các hình phạt cụ thể cho các vi phạm.
Trong cố gắng lưu ý tới các phê phán này, các đạo luật của các tòa hình sự quốc tế gần đây đưa ra một hệ thống trong đó các tội phạm và hình phạt được thể hiện dưới dạng văn bản luật, chỉ được áp dụng cho các vụ việc trong tương lai.
Nguyên tắc này được duy trì trong một số hiến pháp của một số quốc gia, cũng như trong một loạt các văn kiện quốc tế, chẳng hạn như Công ước châu Âu về Nhân quyền, điều 7(1); đạo luật Rome của Tòa hình sự Quốc tế, các điều 22 và 23 (xem tại đây)

## Diễn đạt
Châm ngôn này đôi khi được diễn tả như là:
- nullum crimen, nulla poena sine lege praevia (không là tội phạm, không có hình phạt mà không có luật trước đó)

hay viết tắt thành:
- nulla poena sine lege (không có hình phạt mà không có luật)-Vô luật bất hình
- nullum crimen, nulla poena sine lege (không là tội phạm, không có hình phạt mà không có luật)
- nullum crimen sine lege (không là tội phạm mà không có luật)